# Ignazio Leone
Ignazio Leone,  né à Palerme le 19 avril 1923 et mort à Turin le 30 décembre 1976 est un acteur italien.

## Biographie
Ignazio Leone a commencé sa carrière d'acteur sur scène en Sicile. Là, il a joué à plusieurs reprises à côté des deux comédien aussi siciliens  Franco Franchi et Ciccio Ingrassia.
En 1953, il fait ses débuts dirigé par  Carlo Ludovico Bragaglia dans un film de cape et d'épée. Au cours des 24 années suivantes, il a été impliqué dans plus de 100 longs métrages dirigé par des réalisateurs comme Alberto Lattuada, Franco Rossi, Dino Risi, Pasquale Festa Campanile.

## Filmographie partielle
- 1954 : Un Américain à Rome (Un americano a Roma) de Steno
- 1955 : Amis pour la vie de Franco Rossi
- 1955 : L'Esclave de Rome (La schiava di Roma) de Sergio Grieco
- 1955 : La Bague fatale (Lacrime di sposa) de Sante Chimirri
- 1956 : Femmes seules (Donne sole) de Vittorio Sala
- 1957 : La Belle et le Corsaire (Il corsaro della Mezza Luna) de G. M. Scotese
- 1958 : Un morceau de ciel (Un ettaro di cielo) d'Aglauco Casadio
- 1961 : Son Excellence est restée dîner (Sua Eccellenza si fermò a mangiare) de Mario Mattoli
- 1962 : Jules César contre les pirates (Giulio Cesare contro i pirati) de Sergio Grieco
- 1962 : Jeunes Gens au soleil (Diciottenni al sole) de Camillo Mastrocinque
- 1963 : Zorro et les Trois Mousquetaires (Zorro e i tre moschettieri) de Luigi Capuano
- 1964 : Le Jour de la vengeance (Una spada per l'impero) de Sergio Grieco : Tigerio
- 1966 : Rapt à Damas (Delitto quasi perfetto) de Mario Camerini
- 1967 : Les Pilules d'Hercule (Le pillole di Ercole) de Luciano Salce
- 1967 : La mort était au rendez-vous (Da uomo a uomo) de Giulio Petroni
- 1968 : Typhon sur Hambourg (Con la muerte a la espalda) de Alfonso Balcázar.
- 1968 : I due crociati de Giuseppe Orlandini
- 1968 : Tire, Django, tire (Spara, Gringo, spara) de Bruno Corbucci
- 1971 : Deux Trouillards pistonnés (Io non spezzo... rompo) de Bruno Corbucci
- 1971 : Deux Corniauds au régiment (Armiamoci e partite!) de Nando Cicero
- 1972 : La calandria de Pasquale Festa Campanile
- 1974 : L'arbitro de Luigi Filippo D'Amico